# Herrarnas scullerfyra i rodd vid olympiska sommarspelen 1988
Herrarnas scullerfyra i rodd vid olympiska sommarspelen 1988 avgjordes mellan den 20 och 25 september 1988.

## Medaljörer
| Gren        | Guld                                                                 | Silver                                                  | Brons                                                               |
| Scullerfyra | Italien Agostino Abbagnale Davide Tizzano Gianluca Farina Piero Poli | Norge Alf Hansen Rolf Thorsen Lars Bjønness Vetle Vinje | Östtyskland Jens Köppen Steffen Zühlke Steffen Bogs Heiko Habermann |

## Resultat

### Final
| Placering | Roddare                                                               | Land          | Tid     |
| --------- | --------------------------------------------------------------------- | ------------- | ------- |
| 1         | Agostino Abbagnale, Davide Tizzano, Gianluca Farina och Piero Poli    | Italien       | 5:53,37 |
| 2         | Alf Hansen, Rolf Thorsen, Lars Bjønness och Vetle Vinje               | Norge         | 5:55,08 |
| 3         | Jens Köppen, Steffen Zühlke, Steffen Bogs och Heiko Habermann         | Östtyskland   | 5:56,13 |
| 4         | Pavel Krupko, Oleksandr Zaskalko, Sergej Kinjakin och Jury Zelikovitj | Sovjetunionen | 5:57,18 |
| 5         | Richard Powell, Brenton Terrell, Paul Reedy och Peter Antonie         | Australien    | 5:59,15 |
| 6         | Christoph Galandi, Oliver Grüner, Georg Agrikola och Andreas Reinke   | Västtyskland  | 5:59,59 |